# Leiophora innoxia
Leiophora innoxia är en tvåvingeart som först beskrevs av Johann Wilhelm Meigen 1824.  Leiophora innoxia ingår i släktet Leiophora och familjen parasitflugor. Arten är reproducerande i Sverige. Inga underarter finns listade i Catalogue of Life.